# Carlos Cruz de Castro
Carlos Cruz de Castro (Madrid, 23 de diciembre de 1941) es un compositor español. 
Ha sido cofundador de diversos grupos musicales, de la Asociación de Compositores Sinfónicos Españoles y del Festival Hispanomexicano de Música Contemporánea en México. Profesor del Conservatorio de Música de Albacete (1985-86) y jefe de Producción de Radio 2 Clásica de Radio Nacional de España entre 1990 y 2006. Ha recibido encargos de prestigiosos festivales nacionales e internacionales y de numerosas instituciones, entre ellas, del Ministerio de Cultura. Desde 2001 es académico de la Real Academia Canaria de Bellas Artes. En abril de 2011 el Consejo de Ministros de España le otorgó la Medalla de Oro al Mérito en las Bellas Artes.